# Várterész Vilmos
Várterész Vilmos (Hunyaddobra, 1917. augusztus 24. – Budapest, 1972. május 24.) magyar orvos, sugárbiológus.

## Életpályája
Az erdélyi örmény Várterész / Vártereszián család leszármazottja.   (örményül: várd 'վարդ' ) 
A debreceni egyetemen 1942-ben szerzett diplomát. Went István vezetése alatt az egyetem élettani intézetében dolgozott. 1942–1955 között a budapesti Eötvös Loránd Radium és Röntgen Intézetben segédorvos, majd 1953-tól osztályvezető volt. 1957-től a budapesti Központi Sugárbiológiai Kutató Intézet első igazgatója volt. Az 1963-ban kibővített hatáskörű intézményt, új nevén az Országos Frédéric Joliot-Curie Sugárbiológiai és Sugáregészségügyi Kutató Intézetet 1972-ig irányította igazgatóként.
Munkatársa és utódja az Országos Frédéric Joliot-Curie Sugárbiológiai és Sugáregészségügyi Kutató Intézet orvosigazgatója Prof. Dr. Kocsár László Tibor.

## Kutatási területei
Kutatásai a kemény ionizáló sugárzásnak a vérplazma térfogatára, a folyadéktérre, az enzimekre gyakorolt hatására terjedtek ki. Vizsgálta a sugárvédő anyagok szervezetre gyakorolt anyagcserehatásait, tekintettel a sugárvédő anyag sugárvédelmi hatásosságára.

## Írásai
Kutatási eredményeit folyamatosan ismertette szakmai kiadványokban. Több szakmai könyv szerzője, társszerzője.